# Prigioniero della paura (film 1957)
Prigioniero della paura (Fear Strikes Out) è un film del 1957 diretto da Robert Mulligan.
Il film è tratto dall'opera autobiografica di Jim Piersall, campione di baseball.
Fu prodotto dal futuro regista Alan J. Pakula

## Trama
Un giovane viene costretto dal padre a diventare un giocatore di baseball, ma non riesce a reggere la tensione psicologica e ha un crollo nervoso. Uno psichiatra lo aiuta a ritrovare l'equilibrio mentale.

## Critica
Paolo Mereghetti (1993): **½
«Onesto dramma generazionale a lieto fine con una spruzzata di psicoanalisi, come usava all'epoca.»